# Аль (Юра)
Аль (фр. Alle) — громада  в Швейцарії в кантоні Юра, округ Порантрюї.

## Географія
Громада розташована на відстані близько 60 км на північний захід від Берна, 18 км на північний захід від Делемона.
Аль має площу 10,6 км², з яких на 13% дозволяється будівництво (житлове та будівництво доріг), 64% використовуються в сільськогосподарських цілях, 22,2% зайнято лісами, 0,8% не є продуктивними (річки, льодовики або гори).

## Демографія
2019 року в громаді мешкало 1902 особи (+12,8% порівняно з 2010 роком), іноземців було 11%. Густота населення становила 179 осіб/км².
За віковим діапазоном населення розподілялося таким чином: 23,1% — особи молодші 20 років, 55,6% — особи у віці 20—64 років, 21,2% — особи у віці 65 років та старші. Було 788 помешкань (у середньому 2,4 особи в помешканні).
Із загальної кількості 1189 працюючих 69 було зайнятих в первинному секторі, 720 — в обробній промисловості, 400 — в галузі послуг.